# De tilforordnede ved politiet
De tilforordnede ved politiet var en institution i perioden 1691-1701, hvor politimesteren mødtes ugentligt med en række dommere for at dømme politisager. Den var et led i politiets tidlige administrative og juridiske udvikling før Forordningen af 1701.

## Forud for "De tilforordnede"

### Magtkampen om politiet (1682-1691)

#### Politiets oprettelse
Politiet blev oprettet i den tidlige enevælde ved udnævnelsen af den første politimester, Claus Rasch i 1682. Politimesteren skulle sørge for at Kongens forordninger blev indført i købstæderne - tidligere blev dette arbejde varetaget af bystyret, magistraten. Instruksen af 23. juni 1683 var den første beskrivelse af politiets forpligtelser, men det var præget af en manglende klarhed og en begrænset praktisk betydning. De følgende år blev derfor kendetegnet af magtkampe mellem magistraten og politimesteren om den nye institutions betydning. Afgørende var spørgsmålet om hvor store magtbeføjelser politimesteren skulle have, og i hvor høj grad han på egen hånd måtte idømme tiltalte kendelser.

#### Kommissionens henstilling
Politimester Claus Rasch forsøgte så vidt muligt at omgå magistratens kontrol og rapportere direkte til kancelliet eller kongen, mens magistraten klagede over Raschs selvrådige natur og mangel på respekt for hidtidig hævdvunden juridisk praksis. Kongen nedsatte en kommission 5 april 1687, der afgjorde sagen til fordel for magistraten d. 7. august 1687. Kommissionens henstilling krævede at politimesteren samarbejdede med magistraten og mødtes med dens repræsentanter hver tirsdag Samtidig blev hans ret til at dømme og afsige kendelser stærkt begrænset.

#### Instruksen af 1691
Henstillingen virkede muligvis ikke effektivt, da der allerede d. 5 september 1691 blev skabt en instruks, der klargjorde de administrative politiforhold. Denne instruks blev grundlæggende for skabelsen af det moderne politi, og var forløberen for forordningen af 1701. Instruksen skabte en kommission kaldet "De tilforordnede ved politiet".

## De tilforordnedes rolle

### Hvem var tilstede?
De tilforordnende, eller kommissionen, som det også benævnes, trådte sammen i efteråret 1691 og dets mødested var på rådhuset. Det første møde blev blev holdt d. 4 oktober med politimester Rasch, viceadmiral Iver Hoppe, kancelliråd Peter Hiort, borgmester Andreas Jakobsen og, medlem af de 32, Niels Jacobsen. Under mødet blev de første politifuldmægtige, protokolførere og andre kollegaer indviet, politidistrikter blev optegnet og der blev svoret en fælles ed. I 1697 indtrådte general Ahlefeldt og vieadmiral Gedde i kommissionen.

### De tilforordnedes og politimesterens rolle
De tilforordnede skulle opretholde "god politi" i København, dvs. få indført kongens forordninger - helt ligesom politimesteren. Men kommissionen kom i høj grad til at beskæftige sig med sager angående lav - deres privilegiers overholdelse og indførelse af vægt- og måleenheder. Kommissionen skulle endvidere dømme i politisager, og behandle klager om politiet. Politimesteren fik også en begrænset dømmekraft i instruksen af 1691, men det er uvist hvor meget Claus Rasch benyttede sig af den. I det hele taget er det uvist hvor meget politimesteren modarbejdede De tilforordnede, men man kan forestille sig at Rasch ikke var tilfreds med at dele sin magt. F.eks. deltog politimesterens fuldmægtige i flere møder i stedet for ham - til stor frustration for de andre mødedeltagere, der sandsynligvis ikke mente at politimesteren udviste dem nok respekt.

### Mødetider
I princippet skulle kommissionen mødes hver uge, og det skete tilsyneladende i starten. I 1692 var der 37 møder, men i 1695 var der kun 20. Der var en længere pause mellem 1696-1697. Det sidste møde blev afholdt d. 23 april 1697.

### Enden på De tilforordnede
Det sidste rapporteret møde blev som sagt holdt i 1697. Det er uvist hvad der præcist skete de følgende år, men i 1699 blev Frederik 4. konge og han ændrede på ny politiets administration ved Forordningen af 1701. Denne forordning skabte en politiret, der fungerede meget ligesom De tilforordnede, men hvor det i højere grad var adskilt fra politimesterens magt. Han måtte f.eks. ikke være til stede under voteringen af større domssager eller overhovedet sidde ved retten. 